# SCシャルロッテンブルク
SCシャルロッテンブルク（Sport-Club Charlottenburg e. V.）は、ドイツ・ベルリンのシャルロッテンブルクを本拠地とする総合スポーツクラブ。部門によりSCCベルリン（SCC Berlin）の名称も使用されている。

## 概要
1902年9月15日、シャルロッテンブルガー・シュポルトクラブ 1902（Charlottenburger Sport-Club 1902）として創設された。20以上展開されている部門の中でも、オリンピックメダリストを輩出している陸上競技部門と、ブンデスリーガ1部所属の男子バレーボール部門が知られ、クラブの中核を成している。
なお、SCシャルロッテンブルクはベルリンマラソンの主催クラブであり、SCC-RUNNING Events GmbH によって組織運営されている。

## 陸上競技
オリンピックをはじめ、国際競技大会でメダリストを輩出している陸上の名門クラブである。1936年ベルリンオリンピックではゲルハルト・シュテックがやり投で金メダルを獲得した。短距離走のオリンピックメダリスト・ヘルムート・ケーニヒもSCCに在籍し活躍していた。近年では円盤投のロバート・ハルティングが2007年世界陸上で銀メダル、2009年世界陸上で金メダルを獲得している。北京オリンピックに出場した競歩のアンドレ・ヘーネもSCCの所属である。

## フィールドホッケー
男子は2008-09年にインドアフィールドホッケー・ブンデスリーガ2部に所属し、2009-10年にインドアフィールドホッケー・ブンデスリーガ1部へ昇格。女子は2007-08年にインドアフィールドホッケー・ブンデスリーガ1部に所属していた。

## サッカー
サッカー部門は1983-84年にブンデスリーガ2部に所属し、アンドレアス・ケプケが在籍していたが、2008-09年には6部リーグ相当のベルリンリーガへと衰退した。